# Sapone detergente
Appartengono alla categoria dei saponi detergenti gli shampoo, i prodotti detergenti per il corpo (comunemente detti "bagnoschiuma") ed i detergenti intimi.

## pH
I saponi detergenti sono un gruppo di saponi accomunati dal loro pH acido, che varia da 3,5 a 5,5: un valore 3,5 (molto acido) garantisce una massima efficacia contro i batteri e le infezioni, ma può irritare la pelle, in particolar modo quella dei bambini e tutte le pelli più sensibili; al contrario un detergente con pH fisiologico 5,5 (leggermente acido), corrispondente al pH cutaneo, riduce al minimo la sensazione di secchezza e le irritazioni. Sui prodotti per il corpo il pH non è quasi mai indicato, mentre sui detergenti intimi viene esplicitato spesso; questi ultimi sono in genere disponibili a pH 3,5 - 4,5 - 5,0 e 5,5.